# Euselasia truculenta
Euselasia truculenta är en fjärilsart som beskrevs av Hans Ferdinand Emil Julius Stichel 1924. Euselasia truculenta ingår i släktet Euselasia och familjen Riodinidae. Inga underarter finns listade i Catalogue of Life.